# Jeon (Familienname)
Jeon (kor. 전) ist ein koreanischer Familienname. Während der Name nach der revidierten Romanisierung Jeon geschrieben wird, wird er nach McCune-Reischauer mit Chŏn romanisiert. Bei einer Erhebung in Südkorea im Jahr 2000 trugen 687.867 Personen diesen Namen.

## Herkunft und Bedeutung
Jeon kann auf die Hanja 全 (dt. heil), 田 (dt. Feld) oder 錢 (dt. Geld) zurückgehen.

## Namensträger
- Jeon Bo-ram (* 1986), südkoreanische Sängerin und Schauspielerin
- Jeon Da-hye (* 1983), südkoreanische Shorttrackerin
- Jeon Do-yeon (* 1973), südkoreanische Schauspielerin
- Jeon Eun-ha (* 1993), südkoreanische Fußballspielerin
- Jeon Eun-hye (* 1997), südkoreanische Fechterin
- Jeon Gyeong-rin (* 1962), südkoreanische Schriftstellerin
- Jeon Ha-young (* 2001), südkoreanische Fechterin
- Jeon Hae-min (* 2002), südkoreanischer Fußballspieler
- Jeon Hee-sook (* 1984), südkoreanische Florettfechterin
- Jeon Hun-young (* 1994), südkoreanische Bogenschützin
- Jeon Hye-jin (Schauspielerin, 1976) (* 1976), südkoreanische Schauspielerin
- Jeon Hye-jin (Schauspielerin, 1988) (* 1988), südkoreanische Schauspielerin
- Jeon Hye-won (* 1998), südkoreanische Schauspielerin
- Jeon Hyeok-jin (* 1995), südkoreanischer Badmintonspieler
- Jeon Jae-won (* 1973), südkoreanischer Biathlet
- Jeon Jeong-guk (* 1997), südkoreanischer Sänger, Songwriter und Tänzer, siehe Jung Kook
- Jeon Ji-hee (* 1992), südkoreanische Tischtennisspielerin
- Jeon Ji-soo (* 1985), südkoreanische Shorttrackerin
- Jeon Ji-wan (* 2004), südkoreanischer Fußballspieler
- Jeon Ji-yeon (* 2003), südkoreanische Handballspielerin
- Jeon Jin-woo (Schauspieler) (* 1975), südkoreanischer Schauspieler
- Jeon Jin-woo (Fußballspieler) (Jeon Se-jin, * 1999), südkoreanischer Fußballspieler
- Jeon Jong-seo (* 1994), südkoreanische Schauspielerin
- Jeon Jun-bum (* 1986), südkoreanischer Badmintonspieler
- Jeon Jung-woo (* 1994), südkoreanischer Eishockeyspieler
- Jeon Ki-young (* 1973), südkoreanischer Judoka
- Jeon Mi-ra (* 1978), südkoreanische Tennisspielerin
- Jeon Mi-seon (1970–2019), südkoreanische Schauspielerin
- Jeon San-hae (* 1999), südkoreanischer Fußballspieler
- Jeon Seon-ok (* 1952), südkoreanische Eisschnellläuferin
- Jeon So-mi (* 2001), südkoreanische Popsängerin
- Jeon So-nee (* 1991), südkoreanische Schauspielerin
- Song Yi Jeon (* 1984), südkoreanische Jazzmusikerin
- Jeon So-yeon (* 1998), südkoreanische Popsängerin
- William Jeon, US-amerikanischer Schauspieler
- Jeon Yeo-been (* 1989), südkoreanische Schauspielerin